# 中山寧人
中山 寧人（なかやま やすと、1900年（明治33年）9月6日 - 1980年（昭和55年）9月30日）は、日本の陸軍軍人。最終階級は陸軍少将。熊本県下益城郡松橋町長。

## 経歴
熊本県出身。中学済々黌（現熊本県立済々黌高等学校）を経て、1921年（大正10年）7月、陸軍士官学校（33期）を卒業。同年10月、歩兵少尉に任官し歩兵第79連隊付となる。陸軍歩兵学校付などを経て、1929年（昭和4年）11月、陸軍大学校（41期）を優等で卒業した。
1930年（昭和5年）8月、歩兵大尉に昇進し歩兵第79連隊中隊長に就任。参謀本部付勤務、参謀本部員、アメリカ駐在、中国駐在、アメリカ大使館付武官補佐官を務め、1936年（昭和11年）8月、歩兵少佐に昇進。
1936年11月、資源局事務官に就任。1937年（昭和12年）10月、中支那方面軍参謀に発令され日中戦争に出征。改組により1938年（昭和13年）2月、中支那派遣軍参謀となり、同年3月、兵科を航空兵に転科し航空兵中佐に昇進。陸軍航空本部員、航空本部総務部第3課長を務め、1940年（昭和15年）9月から1941年（昭和16年）6月まで日蘭会商に随行しバタヴィアに出張した。この間、1941年3月、陸軍大佐に進級した。
1941年11月、第16軍司令部付に発令され太平洋戦争に出征。同軍軍政監部総務部長、兼同軍参謀副長を務め、1943年（昭和18年）3月、参謀本部防衛課長に異動して帰国。燃料廠付、陸軍燃料本部総務課長、同総務部長を務め、1945年（昭和20年）3月、陸軍少将に進んだ。同年9月、第1総軍参謀副長、同年10月、東北軍管区参謀副長を務め、 1946年（昭和21年）3月に復員した。1947年（昭和22年）11月28日、公職追放仮指定を受けた。
その後、1956年より熊本県の松橋町長を1964年まで2期務めた。